# Kalkgrasland (biotoop)

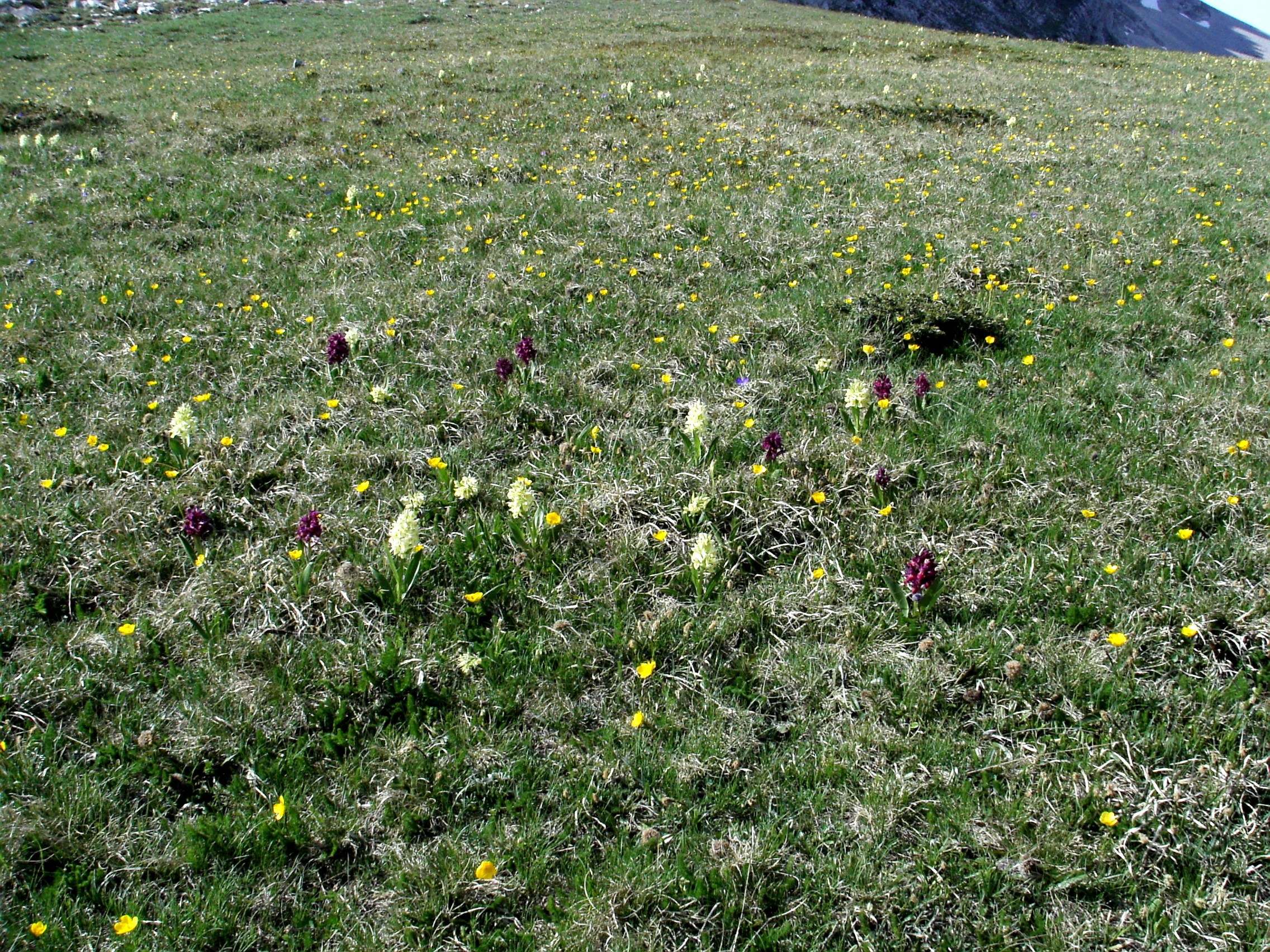
Kalkgrasland, Hauts Plateaux du Vercors (Frankrijk)

Met kalkgrasland wordt zowel een biotoop benoemd als de plantengemeenschap die daarin voorkomt.
Als biotoop worden kalkgraslanden gekenmerkt door een lage maar bijzonder soortenrijke plantengroei op een arme, droge kalkrijke bodem. Kalkgraslanden zijn in België en Nederland zeldzaam en bedreigd.

## Kenmerken
Kalkgraslanden zijn droge, voedselarme graslanden op een kalkrijke, basische bodem. Het grondwater zit erg diep en speelt voor de plantengroei nauwelijks een rol. Ze komen meestal voor op zonnige standplaatsen, zoals hellingen die op het zuiden gericht zijn. De gemiddelde hellinggraad is 15 tot 20 graden.
De bodem van een kalkgrasland is ontstaan door verwering van het onderliggende afzettingsgesteente (kalksteen, dolomiet). Hij bestaat uit een 1-20 cm dikke, matig humeuze tot humeuze A-horizont, rechtstreeks op het gesteente. Dit type bodem wordt ook krijtverweringsbodem genoemd.

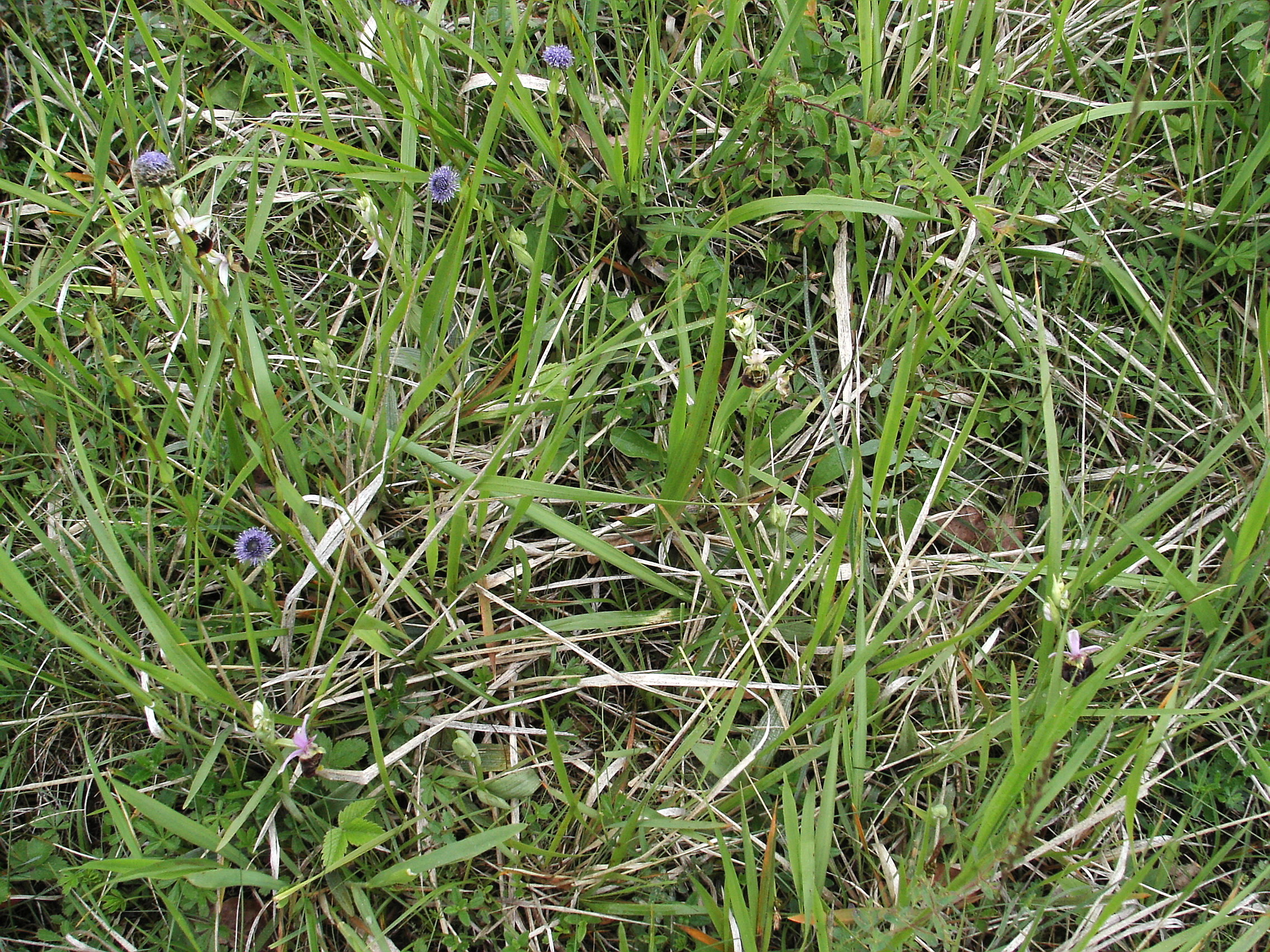
Detail kalkgrasland, Tienne Breumont, Nismes (België)

Kalkgraslanden worden gekenmerkt door een schrale en lage plantengroei, maar uitzonderlijk grote soortenrijkdom. Ze zijn ook bekend door hun zeldzame soorten. Vele orchideeën en gentianen komen enkel in dit biotoop voor. Voor meer details over de plantenrijkdom, zie de klasse van kalkgraslanden.
Kalkgraslanden trekken door hun bloemenrijkdom bijzonder veel insecten aan, vooral dagvlinders zoals blauwtjes, parelmoervlinders en zandoogjes maar ook kevers en sprinkhanen. Deze op hun beurt lokken dan weer predatoren aan zoals spinnen, vlinderhaften, kleine zoogdieren en reptielen. Ze worden begraasd door onder andere konijnen.

## Ontstaan
Kalkgraslanden zijn zelden natuurlijk ontstaan. De meeste kalkgraslanden zijn halfnatuurlijke situaties, waarin de mens in het verleden een invloed heeft gehad. De oorspronkelijke bossen zijn gekapt en omgezet in akkers of in graslanden die gehooid of met schapen beweid werden. Dit soort graslanden noemt men secundaire kalkgraslanden.
In de buurt van zeekusten met zeer veel wind kan natuurlijk kalkgrasland ontstaan (te veel wind voor bomen), zoals de graslanden rond Cap Blanc-nez. In Zuid-Europa is het uiterst droge kalkgrasland op extreem arme bodem van natuurlijke oorsprong.

## Voorkomen

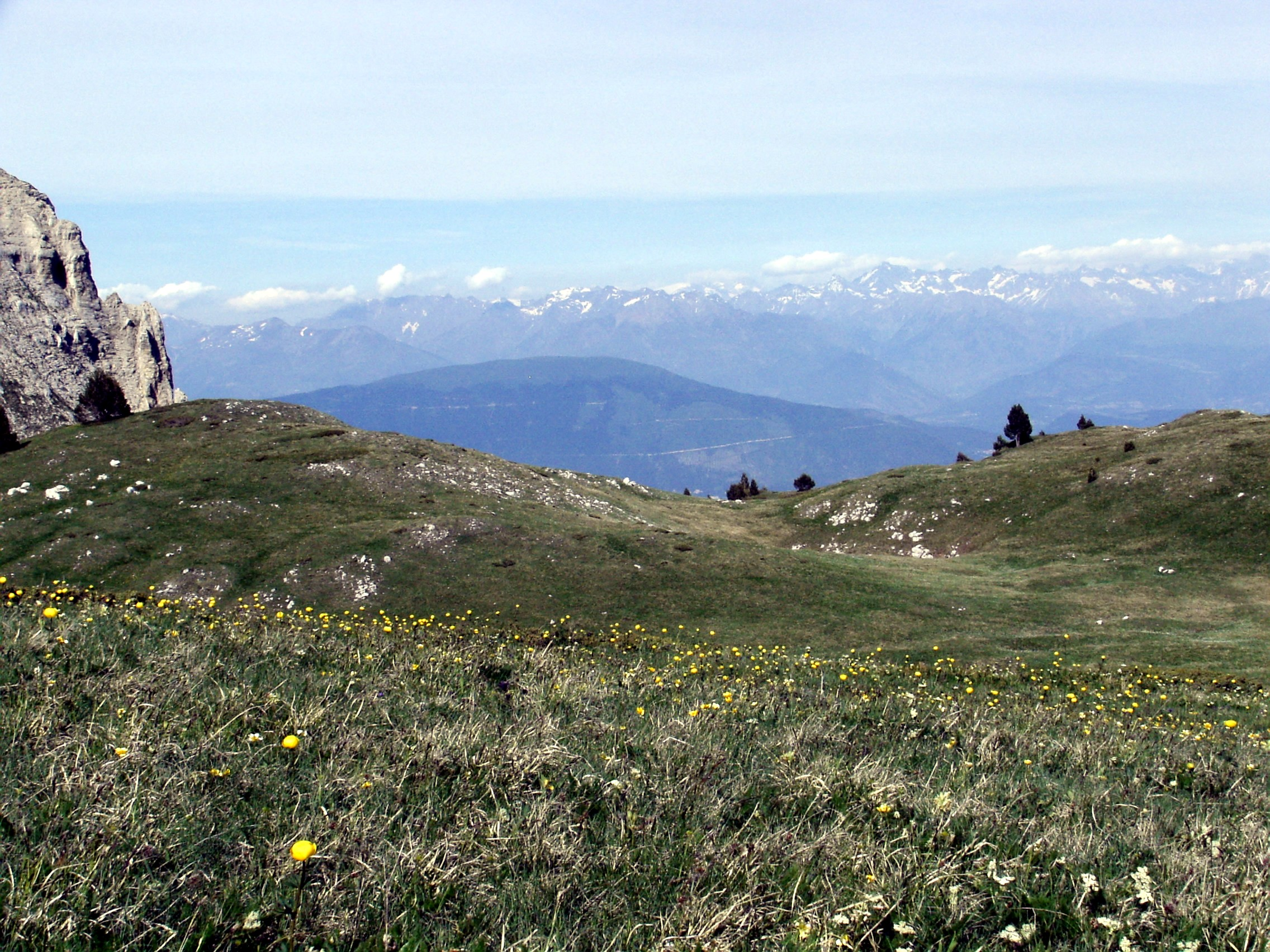
Kalkgrasland, Hauts Plateaux du Vercors (Frankrijk)

Kalkgraslanden zijn vooral te vinden op kalksteenplateaus en lage of middelhoge kalksteen- of dolomietgebergtes, zoals in Zuidoost-Engeland, de Jura en de Dolomieten. In de echte hooggebergtes zoals de Alpen en de Pyreneeën zijn ze zeldzamer.
Een bekend voorbeeld in België zijn de vallei van de Maas en de Tiennes in de Viroin. In Frankrijk zijn prachtige kalkgraslanden te vinden op de Causses, in de Provence en de Vercors.
In Vlaanderen en Nederland is dit biotoop zeer zeldzaam. Enkel in Nederlands Zuid-Limburg in Nederland en in de aangrenzende Voerstreek in België zijn echte kalkgraslanden te vinden. Merkwaardig genoeg vormen jonge, kalkrijke duinen en duinvalleien een uitstekende vervanging.

## Bedreiging en bescherming
Vooral secundaire kalkgraslanden, die door de mens gevormd zijn, worden bedreigd. Door het wegvallen van menselijke activiteiten herneemt de natuurlijke successie zijn rechten en ontstaat er geleidelijk aan terug bos. Om dergelijke kalkgraslanden te behouden, zijn dus aangepaste beheersmaatregelen nodig, zoals kappen, maaien, branden en opnieuw extensief beweiden.
Een probleem voor alle kalkgraslanden is de overbemesting van buitenaf. Vooral graslanden die op een helling liggen kunnen te lijden hebben aan inspoeling van voedselrijk water van hoger liggende akkers. Door de toename van de voedselrijkdom verruigt het grasland en vermindert de soortenrijkdom. Enkel de omvorming van het stoppen van de landbouwactiviteiten of de aanleg van een bufferzone (bos) kunnen hiertegen helpen.
Ook intensieve recreatie is bijzonder schadelijk voor de kalkgraslanden, omdat de steile hellingen zeer gevoelig zijn voor erosie. Anderzijds kunnen heel wat soorten van kalkgraslanden wel wat verstoring verdragen.
Vooral in het buitenland worden kalkgraslanden nog steeds gezien als minderwaardige gronden, en worden met machinaal geweld en met veel extra bemesting omgezet in akkergrond. Dat gaat steeds ten koste van de oorspronkelijke soortenrijkdom, en het resultaat is zelden duurzaam. Ook worden nog steeds kalkgraslanden omgezet naar naaldbos. Veel kalkgraslanden zijn daardoor versnipperd en gereduceerd tot enkele kleine eilanden, waar de resterende soorten zich moeilijk kunnen handhaven.